# Bilatéralisme
 (novembre 2015).
Le bilatéralisme est une des lois du geste et de la mémoire, mise en évidence par Marcel Jousse.

## Définition
Le Bilatéralisme est la loi du balancement, conséquence du triple bilatéralisme du corps humain: droite-gauche, avant-arrière, haut-bas, et de l'existence de ses deux pieds et de ses deux mains. C'est la loi de l'homme debout, se livrant à son activité essentielle: partir à la découverte du monde qui l'entoure pour le dominer économiquement, intellectuellement et spirituellement. Cette exploration du réel, l'homme l'accomplit en se mettant en marche, c'est-à-dire en mettant un pied devant l'autre et en se balançant alternativement dans l'axe droite-gauche tout en progressant dans l'axe avant-arrière. Cette démarche physique, caractéristique de l'homme, le façonne profondément au point d'influencer toutes ses démarches intellectuelles et spirituelles. Démarche physique et démarche intellectuelle sont liées parce qu'elles sont toutes deux un balancement corporel de droite à gauche et de gauche à droite et que le balancement de la marche physique facilite le balancement de la démarche intellectuelle. C'est ce que toutes les grandes traditions ont compris d'instinct et utilisé de façon géniale: pour connaître, mémoriser, transmettre, s'exprimer, l'Anthropos doit se balancer.

## Applications

### L'apprentissage
C'est la raison pour laquelle toutes les grandes traditions de style oral balancent leurs improvisations et leurs récitations, en les accompagnant d'un balancement corporel, suivant les trois axes du bilatéralisme du corps humain et conformément à l'usage du milieu ethnique. Depuis des siècles, les Juifs balancent leur Torah, les Musulmans balancent leur Coran, les Hindous balancent leurs Védas... Comme le met en relief Marcel Jousse, le balancement corporel est le fondement de toute mémoire efficace. Le petit enfant le sent d'instinct, lui qui se balance pour apprendre ses leçons.

### Le parallélisme
Mais ce n'est pas simplement son corps que l'homme est amené à balancer, c'est toute son expression. C'est une loi universelle, dans les milieux de style oral : un improvisateur ou un récitateur ne peut pas émettre une première proposition sans en émettre aussitôt une seconde, voire une troisième, soit synonymique, soit antithétique, soit synthétique. C'est le phénomène du parallélisme, observé bien avant Marcel Jousse mais que seul celui-ci a su rattacher au triple bilatéralisme du corps humain et à son balancement omniprésent. Ce parallélisme s'exerce d'ailleurs, non seulement au niveau des propositions, mais aussi au niveau d'un ensemble de propositions, pour créer le phénomène des récitatifs parallèles.

### La pensée
Plus profondément encore, ce balancement s'exerce au niveau même de la pensée humaine. Penser, c'est étymologiquement peser, c'est-à-dire balancer. La pensée humaine est un balancement perpétuel entre ce qui se joue à l'extérieur de moi et ce qui se joue à l'intérieur de moi et, à l'intérieur de moi, entre ce qui s'est joué et ce que j'essaie d'en rejouer, pour en prendre conscience et l'exprimer. Comparer, opposer consistent en un va-et-vient incessant entre deux objets pour pouvoir les différencier, les classifier, les conceptualiser.